# Jacqueline Laurence
Pour les articles homonymes, voir Laurence.
 (décembre 2013).
Jacqueline Juliette Laurence, née le 10 octobre 1932 à Marseille et morte le 17 juin 2024 à Rio de Janeiro, est une actrice française naturalisée brésilienne.

## Biographie
Née en France à Marseille, Jacqueline Laurence a suivi dans sa jeunesse son père, journaliste, au Brésil. À partir de 1955, elle joue au théâtre. Elle a été choisie pour interpréter des œuvres d'Albert Camus, Jean Genet, Miguel Falabella et d'autres auteurs modernes et contemporains. À partir de 1984, elle est également directrice de théâtre, une activité pour laquelle elle jouit d'une haute estime par les critiques[réf. nécessaire].
Jacqueline Laurence est également apparue dans plusieurs films et telenovelas de Rede Globo dans lesquels elle interprète souvent des rôles de femmes d'origine française ou des enseignants de langue et de littérature française.

## Filmographie

### Cinéma
- 1977 : Gente Fina É Outra Coisa
- 1978 : A Batalha dos Guararapes
- 1978 : Nos Embalos de Ipanema : mère de Patrícia
- 1982 : Menino do Rio
- 1988 : Natal da Portela
- 1990 : Sonho de Verão
- 1991 : Estação Aurora : tante
- 1994 : Veja Esta Canção
- 1994 : Dente Por Dente (cortometraggio)
- 1995 : Butterfly
- 2008 : Polaróides Urbanas : Renée

### Télévision

#### Telenovelas
- 1972 - Uma Rosa com Amor - Alzira
- 1978 - Dancin' Days - Solange
- 1980 - Água Viva - Clarice
- 1980 - As Três Marias - Alzira
- 1982 - Sétimo Sentido - Célia
- 1984 - Marquesa de Santos - Baronne de Goitacazes
- 1985 - Antônio Maria - Catarina
- 1985 - Tudo em Cima
- 1986 - Cambalacho - Dominique
- 1986 - Dona Beija - Madame Constança
- 1987 - Bambolê - Charlotte de Pomp
- 1989 - Top Model - Simone
- 1990 - Brasileiras e Brasileiros - Antoniette
- 1991 - O Dono do Mundo - Zoraide
- 1994 - Confissões de Adolescente - Madame Renée
- 1994 - Incidente em Antares - Solange
- 1996 - Salsa e Merengue - Églantine
- 1997 - Sai de Baixo - Adelaïde (épisode Os Ricos Também Roubam)
- 1999 - Você Decide
- 2001 - As Filhas da Mãe - Margot de Montparnasse
- 2004 - Da Cor do Pecado - viúva do Almeidinha (participation spéciale)
- 2004 - Senhora do Destino - Évangelina
- 2005 - A Lua me Disse - Memé
- 2006 - Cobras & Lagartos - Tidinha (participation spéciale)
- 2007 - Desejo Proibido - Romilda
- 2007 - Malhação - Maria Pia
- 2007 - Toma Lá, Dá Cá - Geneviève Dassoin (épisode Quem Muito se Abaixa...)
- 2008 - Água na Boca - Françoise Cassoulet
- 2009 - Toma Lá, Dá Cá - Geneviève Dassoin (épisode As Duas Faces de Celinha)
- 2010 - Ribeirão do Tempo - Madame Éléonora Durrel (Rede Record)
- 2011 - Aquele Beijo - Mirta